# Carolina Augusta de Bavaria
Carolina Augusta (n. 8 februarie 1792, Mannheim, Palatinatul Elector – d. 9 februarie 1873, Viena, Austro-Ungaria), cunoscută și sub numele Karoline Auguste, a fost împărăteasă a Imperiului Austriac din 1825. Din căsnicia ei cu împăratul Francisc I al Austriei nu au rezultat descendenți. Retrasă și fără ambiții politice, Carolina Augusta și-a dedicat întreaga viață scopurilor caritabile, fiind numită „mama săracilor”. A construit din propriile resurse mai multe orfelinate, spitale, precum și locuințe pentru muncitori ("Carolinäum", în districtul al V-lea al Vienei, pe Arbeitergasse).

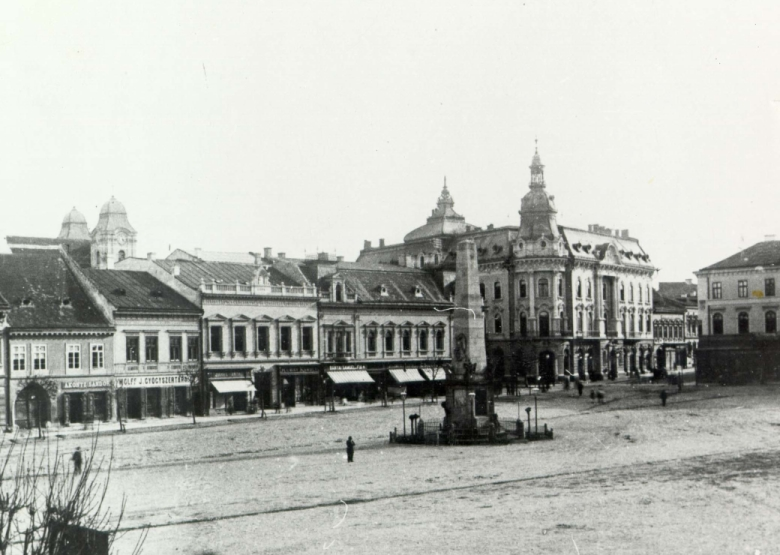
Obeliscul Carolina din Cluj pe amplasamentul său inițial (1897). În dreapta a fost dezvelit în anul 1902 Ansamblul monumental Matia Corvin.

La Cluj a fost ridicat Obeliscul Carolina, o coloană monumentală în amintirea vizitei efectuate de împărăteasă. Obeliscul Carolina se găsește astăzi în Piața Muzeului (fosta Piață Carolina), însă a fost amplasat inițial în piața centrală a orașului, în apropiere de locul unde se află astăzi ansamblul monumental Matei Corvin.
Cel mai însemnat muzeu din Salzburg poartă în memoria împărătesei numele "Salzburger Museum Carolino Augusteum".